# Preah Vihear (provincie)
Preah Vihear een provincie (khaet) van Cambodja. Het grenst aan de provincies Oddar Meanchey en Siem Reap in het westen, Kampong Thom in het zuiden en Stung Treng in het oosten. De noordelijke grens maakt deel uit van de internationale grens van Cambodja met Thailand en Laos. De hoofdstad is Preah Vihear.

## Omschrijving
De provincie is vernoemd naar de tempel van Prasat Preah Vihear. Het Dângrêk-gebergte en de grens tussen Cambodja en Thailand liggen in het noorden van de provincie Preah Vihear. Preah Vihear is een van de negen provincies die deel uitmaken van het Tonle Sap Biosphere Reserve.

## Bezienswaardigheden
- Koh Ker-complex: Koh Ker was ooit de hoofdstad van het Khmer-rijk
- Bakan of Preah Khan Kompong Svay-complex: 105 kilometer ten zuidwesten van de provinciestad, gebouwd onder het bewind van koning Suryavarman I (1002-1050)
- Noreay-tempels: vijf 7e-eeuwse tempels gemaakt van zandsteen, lateriet en baksteen, 32 kilometer ten noordoosten van de stad.
- Phnom Pralean-tempel: een tempel gebouwd om het brahmanisme te aanbidden, bovenop een heuvel van 180 meter
- Neak Buos-tempel: 75 kilometer ten noorden van Tbaeng Meanchey
- Krapum Chhouk-tempel: gebouwd in de 10e eeuw in lateriet en steen, 45 kilometer ten zuiden van Tbaeng Meanchey
- Kork Beng-tempel: een verwoeste tempel van lateriet en zandsteen, gebouwd tussen 936 en 951 door een commandant genaamd Kork in opdracht van koning Jayavarman IV
- Wat Peung Preah Ko: een plaats van aanbidding in een prachtige natuurlijke omgeving waarvan wordt aangenomen dat het over sterke bovennatuurlijke krachten beschikt.
- Preah Vihear-tempel: gebouwd in de 12e eeuw, gelegen tussen Thailand en Cambodja. Het stond in 2008 op de Werelderfgoedlijst.